# أديل دامينيو
أديل دامينيو (1876-1987)، واسمها الحقيقي أنجيليكا أديل هوفاي (بالفرنسية: Angélique Adèle Huvey,)‏، هي روائية وكاتبة مسرحية فرنسية. والدة ماريا دو فريسناي وكذلك جدة ماري كارولين دو فريسناي وجدة أنجي دو فريسناي. اشتهرت بمقالاتها العديدة المؤيدة لتحرير المرأة وقبولها في الوظائف والأوسمة، بالإضافة إلى محاضراتها في أثينا للفنون. ألفت عددًا من الروايات الأدبية.

## أعمالها
- 1819: Léontine de Werteling، في مجلدين.
- 1819: Maria
- 1821: Alfred et Zaïda، في 3 مجلدات.
- 1823: Mareska et Oscarفي 4 مجلدات.
- 1823: La Chasse au renard
- 1824: Lydie, ou la Créole، في 3 مجلدات.
- 1825: Charles, ou le Fils naturel، في 4 مجلدات.
- 1826: Alaïs, ou la Vierge de Ténédos، قصة قصيرة
- 1827: Mes souvenirs, ou Choix d'anecdotes
- 1832: Une mosaïque، في مجلدين.
- 1834: Le Prisonnier de Gisors
- 1836: Le Cloître au XIXème siècle
- 1838: Une âme d'enfer